# Wang Lei (szermierz)
Wang Lei (chiń. 王磊; pinyin Wáng Lěi; ur. 20 marca 1981 w Szanghaju) – chiński szermierz szpadzista, srebrny medal olimpijski i mistrz świata.
Podczas igrzysk olimpijskich w Atenach w 2004 r. zdobył srebrny medal olimpijski, w finałowej walce przegrywając z Marcelem Fischerem ze Szwajcarii 9:15. Na tej samej imprezie był też siódmy w rywalizacji drużynowej. Brał też udział w igrzyskach olimpijskich w Pekinie cztery lata później zajmując 4. miejsce w zawodach drużynowych i 24. w indywidualnych.
Na mistrzostwach świata w Turynie w 2006 roku zdobył złoty medal indywidualnie, w finale pokonując Joaquima Videirę z Portugalii.
Wywalczył też srebrne medale indywidualnie i drużynowo na igrzyskach azjatyckich w Pusan w 2002 roku oraz złoty indywidualnie i srebrny drużynowo podczas rozgrywanych cztery lata później igrzysk azjatyckich w Doha.
Kilkukrotnie zdobywał medale mistrzostw azjatyckich, w tym złoty drużynowo i brązowy indywidualnie na MA w Nantong w 2007 roku.